# Gustav Cartellieri
Gustav Cartellieri (* 4. September 1941; † 7. September 2010) war ein rheinland-pfälzischer Orgelbauer. Sein Firmensitz befand sich in Wittlich.
Cartellieri war ein Schüler des Wittlicher Orgelbauers Hubert Elsen (1933–2003). Er legte 1970 die Meisterprüfung ab und machte sich 1973 neben Elsen selbständig, bis sich dieser in den 1980er Jahren aus dem Orgelbau zurückzog und Cartellieri seine Nachfolge antrat. Unterstützt von seinen Mitarbeitern baute Cartellieri einige neue Orgeln in Rheinland-Pfalz sowie Saarland und restaurierte unter anderem Stumm-Orgeln.

## Werkliste (Auswahl)
Nachfolgende Aufstellung zeigt eine Auswahl der Werke von Gustav Cartellieri
| Jahr | Ort                    | Gebäude             | Bild | Manuale | Register | Bemerkungen |
| ---- | ---------------------- | ------------------- | ---- | ------- | -------- | --- |
| 1975 | Sötern                 | Evangelische Kirche |      | I/P     | 12       | Technischer Neubau unter Verwendung von Teilen der vorhandenen Oberlinger-Orgel von 1930 bzw. der ursprünglichen Stumm-Orgel von 1770 |
| 1980 | Hausen (Hunsrück)      | Evangelische Kirche |      | I/P     | 8        | |
| 1981 | Leitersweiler          | Evangelische Kirche |      | I/P     | 8        | |
| 1982 | Wolf (Traben-Trarbach) | Evangelische Kirche |      | II/P    | 12       | Technischer Neubau unter Verwendung von Teilen der ursprünglichen Stumm-Orgel von 1766                                                |
| 1984 | Traben-Trarbach        | Peterskirche        |      | III/P   | 22       | Mit Koppelmanual |
| 1984 | Dudweiler              | Christuskirche      |      | II/P    | 8        | |
| 1989 | Bous (Saar)            | Evangelische Kirche |      | II/P    | 25       | |
| 1993 | Niederöfflingen        | St. Edeltrudis      |      | I/P     | 5        | |
| 1993 | Bruch (Eifel)          | St. Rochus          |      | II/P    | 14       | |
| 1998 | Niederstadtfeld        | St. Sebastian       |      | II/P    | 13       | |